# Eurosam
Eurosam GIE – європейський виробник зенітних ракет. Eurosam було засновано в червні 1989 року для розробки Famille de missiles Sol-Air Futurs (майбутнє сімейство ракет «земля-повітря» або FSAF). Eurosam спочатку був спільним підприємством Aérospatiale, Alenia та Thomson-CSF . Зараз Aérospatiale є частиною MBDA (точніше французької філії MBDA), а діяльність Alenia в галузі ракет і ракетних систем тепер є італійською філією MBDA. Thomson CSF тепер є Thales Group. Таким чином, Eurosam належить MBDA France та MBDA Italy (66% акцій розподілено між обома), а також Thales Group (33%).

## Ракети Aster
Як спочатку передбачалося згідно з контрактом на Етап 1 (підписаний у травні 1990 року), FSAF передбачав використання ракет Aster 15 і Aster 30 у таких цілях:
- SAAM (Système Anti-Air Missile) морська автооборона
  - SAAM-FR — з використанням Aster 15 на French aircraft carrier Charles de Gaulle
  - SAAM-IT — з використанням Aster 15 на Italian aircraft carrier Cavour
- SAMP/T (Sol-Air Moyenne Portée Terrestre) або ракетна система середньої дальності «Земля-повітря»
  - Використання ракет Aster 30 в батареях і радара Arabel

## Наземні системи
Система GBAD із двома можливостями ABT і ATBM, SAMP/T є повністю автономною самохідною системою з модулями, встановленими на вантажівці. Кожна система зазвичай включає блок управління вогнем з багатофункціональним радаром (MRI) і модулем залучення (ME), а також пускові елементи з до 6 платформами вертикального запуску (MLT), які використовуються для ракет Aster 30. SAMP/T може похвалитися унікальною можливістю одночасно вражати TBM і ABT, що надходять з будь-якого напрямку.
17 листопада 2011 фрегат ППО Франції «Шевальє Поль» успішно випробував свою систему ППО PAAMS. Це було найбільше перехоплення на даний момент для системи Eurosam з будь-якою системою PAAMS, будь то італійська, британська чи французька. Тим часом HMS Defender, п'ятий есмінець Королівського флоту типу 45, оснащений системою PAAMS (Великобританія), яка отримала назву Sea Viper, завершив свої перші ходові випробування перед поверненням на верф у Глазго.

## Протиповітряне застосування
У серпні 1999 року FSAF було розширено, щоб включити PAAMS, основну протиповітряну ракетну систему. PAAMS використовує як ракети Aster 15, так і Aster 30 для самооборони, локальної оборони та оборони дальньої зони. PAAMS управляється EUROPAAMS, спільним підприємством Eurosam (66%) і дочірньої компанії MBDA UKAMS (33%). MBDA також володіє 66% Eurosam, фактично даючи їй 77% частки проекту. MBDA сама належить BAE, EADS і Finmeccanica. PAAMS встановлено на 4 французьких/італійських фрегатах Орідзонте і 6 британських есмінцях Type 45.

## «Циглинкова» архітектура
Системи протиповітряної оборони Eurosam базуються на модульній архітектурі з окремими модулями або «будівельними блоками», які можна комбінувати, щоб точно адаптувати кожну систему. Базова система складається з одного багатофункціонального радара, командно-диспетчерського пункту з комп’ютерами Mara та пультами оператора Magics, а також системи вертикального пуску. Додаткові підсистеми можуть бути додані для оптимізації можливостей базової системи для конкретних місій, таких як морська оборона розширеного району або протиракетна оборона.

## Додатки
У березні 1998 року Саудівська Аравія підписала контракт на установку системи SAAM (Aster 15) на її фрегати типу DCN <i id="mwSA">Al Riyadh</i>. У серпні 2011 року турецьке національне повітряне та ракетне змагання залучило заявки від американського партнерства Raytheon і Lockheed Martin, що пропонує систему протиповітряної оборони Patriot; російський «Рособоронекспорт» продає С-300; китайська CPMIEC (China Precision Machinery Export-Import Corp.), що пропонує свій HQ-9; і SAMP/T Aster 30 від Eurosam.   На сьогоднішній день Eurosam поставив 14 одиниць до Італії та Франції, включаючи 2 одиниці першого класу. Франція розгорне 10 SAMP/T у 5 ескадрильях протиповітряної оборони, 4 з яких наразі оснащені або перебувають на обладнанні. Італійська армія перегрупує 5 одиниць SAMP/T в один полк у Мантуї, 4 з яких уже доставлено. MBDA запропонувала продати РЛС Arabel Польщі разом із Arabel Radar 30. Польська MON оголосила фіналістів програми Wisla: пропозицію Raytheon «PATRIOT with options» і систему SAMP/T Mamba від EuroSAM, яка використовує Aster-30
5 січня 2018 року Франція та Туреччина підписали з Eurosam контракт на дослідження визначення проекту щодо майбутньої системи протиповітряної та протиракетної оборони великої дальності (LORAMIDS). Туреччина також братиме участь через компанії Aselsan і Roketsan у розробці етапу оновлення середнього терміну експлуатації (MLU) SAMP/T Aster 30, Block 1NT.